# Clem Clempson
David "Clem" Clempson, né le 5 septembre 1949 à Tamworth, dans le Staffordshire au Royaume-Uni, est un guitariste britannique, connu pour avoir joué avec Colosseum et Humble Pie. 

## Biographie
Il commence sa carrière à la fin des années 1960 en formant le groupe Bakerloo (aussi connut comme Bakerloo Blues Line) avec Terry Poole à la basse et Keith Baker à la batterie, lui-même jouant du piano et de l'harmonica en plus de la guitare. Ils publient un album éponyme en 1969. Puis la même année, il se joint au groupe Colosseum, avec Chris Farlowe au chant, Dave Greenslade aux claviers, Dick Heckstall-Smith au saxophone et le batteur Jon Hiseman. Il joue avec eux jusqu'à sa séparation en 1971, et sera de la reformation en 1994, tout en y jouant épisodiquement. 
Après la séparation de Colosseum en 1971, il remplace Peter Frampton chez Humble Pie, il sera sur l'album Smokin' publié en 1972. Suivi en 1973 par le double album Eat It, il gravera deux autres disques pour le groupe jusqu'en 1975 lorsque le groupe se sépare. Il forme alors avec le bassiste de Humble Pie Greg Ridley et le batteur Cozy Powell le groupe Strange Brew. Durant cette période, Clem auditionne pour Deep Purple qui vient de perdre Ritchie Blackmore, mais il n'est pas retenu puisque le groupe préfère engager Tommy Bolin. Et même s'il accepte de jouer avec le Marriott's All-Stars, Clempson choisit de ne pas rejoindre la nouvelle mouture de Humble Pie en 1980.
Il joue aussi la guitare en tant qu'invité pour de nombreux artistes solo et groupes, dont Jack Bruce, Billy Cobham et Dave Sancious, mais aussi Roger Waters, Manfred Mann's Earth Band, Bob Dylan, Chris de Burgh et Jon Anderson. A coté de ces participations, il travaille sur des musiques de films comme Evita, G.I. Jane, Lawn Dogs et Tomorrow Never Dies. On fait aussi appel à ses talents alors qu'il travaille avec le compositeur Trevor Jones, gagnant d'un oscar pour la comédie romantique Notting Hill en 1999.
De 2008 à 2012, il joue aussi avec le Hamburg Blues Band, puis il forme son propre groupe, Clem Clempson Band qui va beaucoup tourner à Brunswick en Allemagne en février 2013. Ce groupe accueille entre autres Adrian Askew du Hamburg Blues Band et occasionnellement Chris Farlowe.

## Discographie

### Bakerloo
- 1969 : Bakerloo

### Coloseum
- 1969 : Those Who Are About To Die Salute You/Morituri Te Salutant
- 1969 : Valentyne Suite
- 1969: The Grass Is Greener
- 1970 : Daughter Of Time
- 1971 : Colosseum Live
- 1995 : Colosseum Lives - The Reunion concerts
- 1997 : Bread and circuses (Album live)
- 2003 : Tomorrow's blues

### Picnic - A Breath of Fresh Air
- 1970 : Picnic - A Breath of Fresh Air - Album de sessions du label Harvest incluant la chanson This Worried Feeling de Bakerloo. Réédité en 2007 sous forme de triple CD avec la pièce Big Bear Ffolly remplaçant celle parue sur l'édition vinyl de 1970. On retrouve aussi sur cet album nombre de groupes influents des années '60, dont Pretty Things, Roy Harper, Kevin Ayers, Syd Barrett, Pink Floyd, Edgar Broughton Band, etc.

### Humble Pie
- 1972 : Smokin'
- 1973 : Eat it
- 1974 : Thunderbox
- 1975 : Street Rats

### Rough Diamond
- 1977 ; Rough Diamond - Guitariste et coproducteur avec Steve Smith et David Byron.

### Champion
- 1978 : Champion

### Jack Bruce
- 1980 : I've Always Wanted to Do This - Avec David Sancious et Billy Cobham.
- 1993 : Somethin Els - Avec Eric Clapton, Ray Gomez, Stuart Elliott, Dick Heckstall-Smith, Maggie Reilly, etc.

### Jon Anderson
- 1980 : Song of seven
- 1982 : Animation

### Rod Argent, Barbara Thompson, Jon Hiseman, Clem Clempson, John Mole
- 1985 ; ShadowShow - Clem joue la guitare et la basse sur cet album.

### Nigel Jenkins, Clem Clempson
- 1988 :  Rock Odyssey The Rock Guitar Album

### Clem Clempson
- 1992 : Beyond the Blues
- 1997 : Rhythm & Blues
- 1999 : Acoustic Connection
- 2001 : Loaded
- 2013 : In The Public Interest

### Roger Waters
- 2002 : Knockin' On Heaven's Door - Single.

### Roger Chapman & The Shortlist
- 2005 : Chappo: The Loft Tapes Volume 1 - Manchester University 10.3.1979

### Kiri te Kanawa
- 2006 : Kiri Sings Karl - Avec Karl Jenkins. - Joue sur la pièce Y Cyfrinwyr (The Mystics).

### Neil Ardley's New Jazz Orchestra
- 2008 : Camden '70
- 2013 : On The Radio : BBC Sessions 1971

### Jack Bruce, Billy Cobham, David Sancious, Clem Clempson
- 2017 : Live In Denver - Disque double.